# Vancouver (Washington)
Vancouver é uma cidade localizada no estado americano de Washington, no Condado de Clark. Foi fundada em 1825, e incorporada em 23 de janeiro de 1857.

## Geografia
De acordo com o United States Census Bureau, a cidade tem uma área de 129,1 km², onde 120,3 km² estão cobertos por terra e 8,8 km² por água.

## Demografia
Segundo o censo nacional de 2010, a sua população é de 161 791 habitantes e sua densidade populacional é de 1 344,55 hab/km². É a quarta cidade mais populosa de Washington. Possui 70 005 residências, que resulta em uma densidade de 581,77 residências/km².